# Francesco Di Salvo
Francesco Di Salvo (Palermo, 1913 – Parigi, 25 giugno 1977) è stato un architetto, urbanista e costruttore italiano.

## Biografia
Nacque a Palermo da padre italiano e da madre originaria di Breslavia, città allora tedesca. Trascorse l'infanzia nel capoluogo siciliano per poi trasferirsi a Venezia, a Genova ed infine a Napoli. Frequentò la Scuola svizzera, diplomandosi presso il Liceo Scientifico Mercalli, per poi iscriversi alla facoltà di Ingegneria. Nel 1934 si trasferì alla Regia Scuola Superiore di Architettura, dove, nel 1939, si laureò a pieni voti, senza potersi impiegare a causa dello scoppio della seconda guerra mondiale. Nel 1940 conseguì a Firenze l'abilitazione alla pratica professionale.
Frequentò professionalmente Giovanni Molteni e Francesco Della Sala, aprendo uno studio professionale insieme a Giantristano Papale e l'ingegner Luciano Abenante. Nel 1940 a Lacco Ameno, in collaborazione con Papale, realizzò l'unica opera prebellica, la Casa del Pescatore, distrutta durante la guerra. Le prime esperienze di Di Salvo furono collaborazioni con enti per la ricostruzione della città, lavori di ristrutturazione presso la Corporazione Britannica dei Lavori Reali, dirigendo opere per la ricostruzione degli altiforni e dei generatori dell'Ilva di Bagnoli.
Dal 1945, in collaborazione con Abenante e Papale vinse diversi concorsi banditi dallo IACP di Napoli. In queste prime esperienze si possono avvertire riferimenti al plasticismo di Le Corbusier, al dettaglio di Ludwig Mies van der Rohe, e all'espressività di Walter Gropius. Nel 1946 partecipò al concorso per il completamento del rione Luzzatti, concorso vinto da Luigi Cosenza ma nel quale Di Salvo si distinse per la qualità espressiva e tipologica del progetto. Per questo motivo venne chiamato a far parte del gruppo di progettazione del Rione Mazzini. Nel 1948 partecipò al concorso per il Circolo dei Forestieri a Sorrento, del quale vinse il primo premio. L'opera, che non venne mai eseguita, fu successivamente pubblicata sulla rivista L'Architecture d'aujourd'hui, nel n. 27. del 1949.
Nel 1948, progettò un Parco Residenziale di edilizia convenzionata sulla collina di Posillipo. La costruzione del palazzo fu interrotta, per un certo periodo, dall'intervento della Soprintendenza, e ripresa su incarico dell'INAIL, da Vittorio Amicarelli. Seguì la stessa sorte anche l'edificazione di un secondo palazzo, ripreso da Stefania Filo Speziale, Giorgio di Simone e Carlo Chiurazzi. Nel 1951 fondò la I.Co., Impresa di Costruzioni, attraverso la quale ottiene rilevanti commesse, in particolare in Calabria e in Basilicata.
Nel 1952 prese parte al concorso per l'Ospedale Traumatologico dell'Inail a Capodimonte, ricevendo un premio fuori concorso. Dal 1951 al 1957 fu impegnato con la I.Co. nell'ambito della politica agraria realizzando, su progetti del Ministero dell'Agricoltura e del Patrimonio Boschivo, la bonifica della Media Valle del Bradano e del Basento. Costruì 70 chilometri di strade a Tricarico e 849 case rurali tra Cutro e Isola di Capo Rizzuto. Ritornato a Napoli, nel 1957, ricevette l'incarico di progettare la sede della Sidercomit di Barra, l'anno successivo progettò per il comune di Napoli la Sistemazione urbanistica dell'area di Monte Echia.

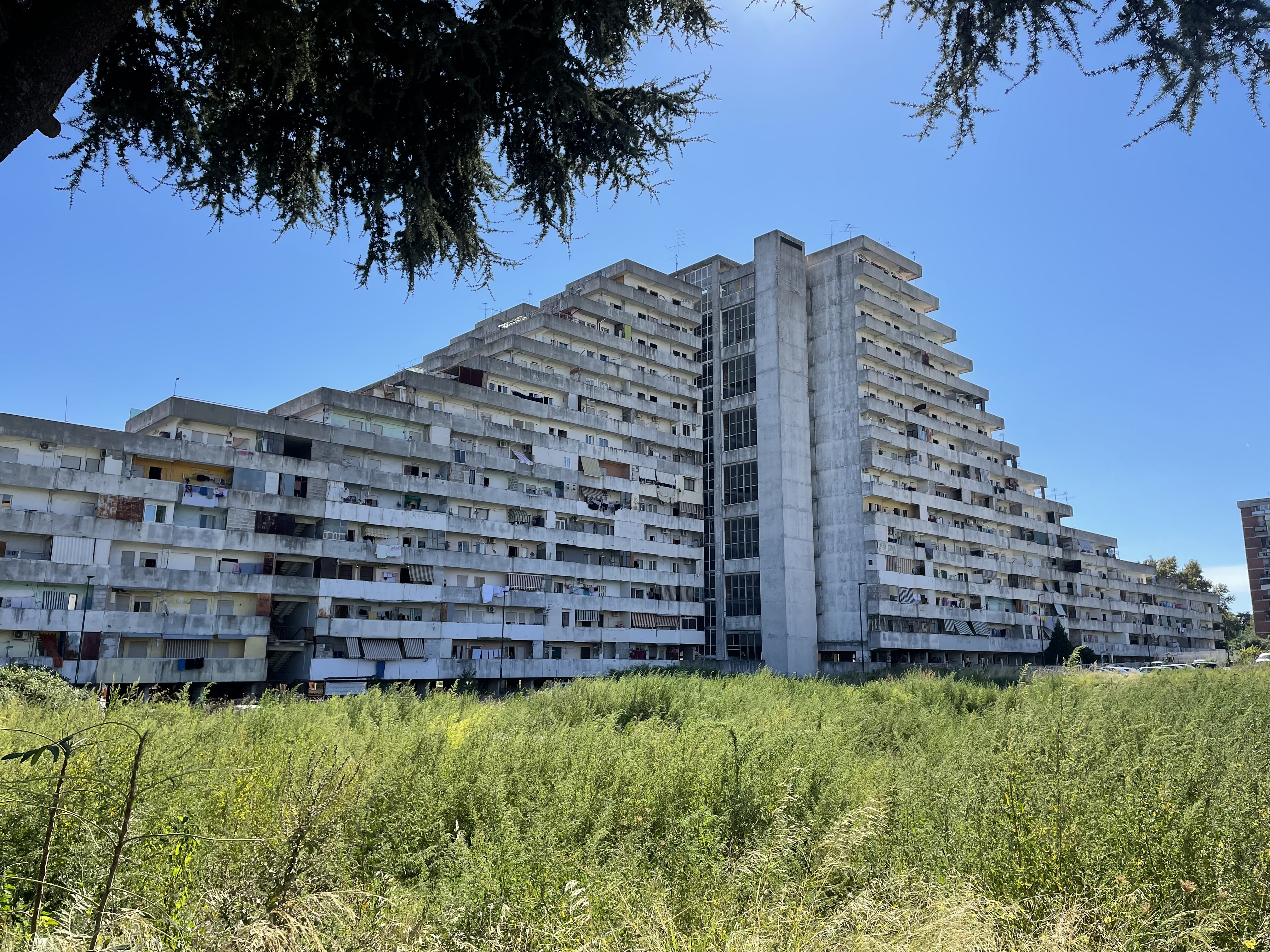
Una delle Vele di Scampia

Il progetto, approvato dalla Commissione edilizia e dal Consiglio Tecnico del Comune, non venne mai realizzato, ed è in questa occasione che l'architetto brevettò la rampa elicoidale incrociata, traendo ispirazione dal Pozzo di San Patrizio di Antonio da Sangallo il Giovane a Orvieto. Tra la fine degli anni cinquanta e gli anni sessanta fu impegnato con la sua impresa di costruzioni all'estero, svolgendo per alcune società italiane consulenze per progetti di sviluppo e di industrializzazione dell'edilizia, specialmente nei Paesi arabi. Nel 1960 partecipò al concorso per il casello di Bologna indetto dalla Società Autostrade, e a quello per il Quartiere CEP alle Barene di San Giuliano a Venezia. A partire dagli anni Sessanta divenne un riferimento per l'architettura moderna a Napoli attraverso la sua costante ricerca sulle infrastrutture e architetture a scala urbana che in Europa stava riscuotendo un certo successo con le architetture di Alison e Peter Smithson, Archigram e con il supporto della teoria di Reyner Banham. Parallelamente condusse studi anche sui sistemi e sui dettagli costruttivi attraverso la I.Co e nel 1964 arrivò a brevettare un sistema di prefabbricazione in blocchetti misti acciaio-calcestruzzo.
Gli anni sessanta furono il decennio più prolifico per Di Salvo, partendo dall'iscrizione all'albo GESCAL e a quello della Cassa per il Mezzogiorno, e, infatti, in quegli stessi anni, si stavano tracciando le varianti al piano regolatore che destinarono le aree di Secondigliano e Ponticelli all'edificazione di due poli satellite della città che ormai era già satura. Con l'approvazione della Legge sull'edilizia pubblica residenziale 167/62, Di Salvo vinse i concorsi del lotto 4 del Piano di zona di Ponticelli, appaltato dall'INCIS e pubblicato un decennio dopo sulla rivista Urbanistica, e il secondo appalto fu della Cassa per il Mezzogiorno che consisteva in sette unità abitative nel comprensorio di Secondigliano ed oggi comunemente note come Vele di Scampia. La qualità progettuale degli interventi a grande scala fu portatrice di soluzioni innovative dal punto di vista compositivo e dal punto di vista tecnico, disattese in fase esecutiva dalle imprese vincitrici degli appalti esecutivi, infatti nelle Vele si passa da una notevole variazione di riduzione del modulo progettuale all'adozione di telai ad umido senza far ricorso ai moduli prefabbricati brevettati. Venne convocato a diverse conferenze e convegni nazionali, tra questi anche quello dell Democrazia Cristiana tenutosi a Perugia nel 1966 con un'argomentazione sulla riduzione del prezzo di costruzione di edifici. Dal 1967 al 1969 occupò l'incarico di Consigliere Nazionale dell'Ordine degli Architetti continuando la sua attività di pubblicista su riviste specializzate nazionali ed internazionali e a convegni. Nel 1968 redasse il progetto per Unità abitative per tremila abitanti con una tipologia progettuale analoga a quella adottata per le Vele di Scampia, ricevendo una menzione d'onore al concorso. Contemporaneamente ricevette commissioni private per la realizzazione di alcuni villini e palazzine lungo il costone di Posillipo; di queste commissioni private solo alcune videro la luce. Partecipò ai concorsi nazionali per il nuovo Teatro Lirico di Cagliari nel 1965 e nel 1968 al concorso per il nuovo Istituto Tecnico Giannone a Foggia. Dal 1968 al 1970 fu impegnato nella realizzazione dell'edificio commerciale all'Arenaccia che venne, in fase di realizzazione, bloccato dal mancato nulla osta dei Vigili del Fuoco per quanto riguarda la parte dell'albergo che doveva sorgere sulla sommità del corpo a piastra. Il decennio più florido del progettista si concluse con la proposta della Città Nolana, un progetto voluto dalla "Sicir" (Sviluppo Insediamenti Campani Industriali Residenziali), una società mista IRI-FIAT. Si trattava di un progetto utopico improntato sull'edificazione di grandi piastre residenziali, ognuna da 12.500 abitanti, autosufficienti.
Gli anni settanta si aprirono con il progetto esecutivo del Politecnico di Bari, al cui concorso del 1963 arrivò secondo. Nel 1972 partecipò al concorso internazionale per un Centro Direzionale a Tangeri. Due anni dopo pubblicò un articolo riguardo al riassetto della Città Metropolitana di Napoli, argomento caro a Di Salvo dalla metà del decennio precedente e culminante con il progetto della Città Nolana, all'articolo seguì un progetto per l'IRI riguardo alla fattibilità di realizzare una viabilità sotterranea. A seguito del disastroso sisma in Friuli nel 1976 partecipò al concorso per la realizzazione di alloggi provvisori per gli sfollati; le soluzioni adottate facevano ricorso alla prefabbricazione con l'impiego di elementi portanti angolari da lui brevettati. Contemporaneamente ricevette incarico diretto dal Ministero delle Poste e delle Telecomunicazioni. L'ultimo progetto fu il concorso per il nuovo Centro Direzionale di Firenze, un progetto improntato sul sistema megastrutturale delle unità immobiliari e una rete stradale a scorrimento su viadotti. Durante l'elaborazione del progetto, per un delicato intervento chirurgico da tempo programmato e continuamente rinviato, si trasferì a Parigi, dove morì nel giugno del 1977.

## Opere

### Progetti realizzati
- 1940 Casa del Pescatore, Lacco Ameno (distrutta)
- 1945 - 1948 Rione Cesare Battisti (in collaborazione), Napoli
- 1945 - 1946 Lavori di ricostruzione per conto della Corporazione Britannica dei Lavori Reali, Napoli
- 1946 - 1947 Rione Mazzini (in collaborazione), Napoli
- 1947 - 1948 Rione Cavour, Napoli
- 1948 - 1949 Ricostruzione Altiforni dell'ILVA di Bagnoli, Napoli
- 1948 - 1954 Edificio per abitazioni in Via Manzoni, Napoli
- 1949 - 1960 Edificio per abitazioni in Via Nevio, Napoli
- 1954 Allestimento di una catena di negozi per la Singer a Napoli e provincia
- 1957 - 1958 Sede Sidercomit, Napoli
- 1962 - 1975 Vele di Scampia, Napoli
- 1963 - 1971 Politecnico di Bari, realizzato con difformità rispetto al progetto di concorso perché vennero fusi i progetti del primo premio del gruppo di Piero Maria Lugli e del secondo premio del gruppo di Di Salvo
- 1968 Edificio per abitazioni in via Orazio, Napoli
- 1968 - 1970 Edificio commerciale in Via Arenaccia, Napoli (parzialmente demolito)
- 1976 - 1977 Centrale amplificatrice ASST, Nola

### Progetti mai realizzati
- 1946 Completamento del Rione Luzzatti, Napoli (concorso vinto da Luigi Cosenza)
- 1948 Circolo dei Forestieri, Sorrento (primo premio)
- 1952 Ospedale Traumatologico INAIL, Napoli
- 1958 Sistemazione urbanistica dell'area di Monte Echia, Napoli
- 1959 Quartiere CEP alle Barene di San Giuliano, Venezia
- 1959 Edificio per abitazioni alla Riviera di Chiaia, Napoli
- 1959 Edificio per abitazioni in via Posillipo, Napoli
- 1961 Villa Astarita, Napoli
- 1961 Sede Finsider, Milano
- 1964 Piano di zona 167 - Quartiere INCIS, Napoli
- 1964 Villa a terrazze in via Pacuvio, Napoli
- 1965 Villa Malvasio, Napoli
- 1965 Teatro comunale di Cagliari, Cagliari
- 1966 Padiglione espositivo alla Fiera del Mediterraneo, Palermo
- 1967 Sede Cassa Centrale di Risparmio di Catania, Catania
- 1968 Istituto Tecnico Giannone, Foggia
- 1968 Sviluppo urbanistico di Bratislava, Bratislava
- 1969 - 1970 Città Nolana, Nola
- 1972 Centro direzionale di Tangeri, Tangeri
- 1975 Progetto pilota per la viabilità sotterranea, Napoli
- 1976 Alloggi prefabbricati per 1500 sfollati del Terremoto del Friuli, Friuli Venezia Giulia
- 1977 Centro direzionale di Firenze, Firenze

### Realizzazioni con laI.Co.
- 1951 - 1957 869 abitazioni rurali tra Cutro e Isola di Capo Rizzuto per conto del Ministero dell'Agricoltura e del Patrimonio Boschivo
- 1958 Strada intercomunale di Tricarico, Matera
- 1961 Allestimento della Fiera del Villaggio Felice, Il Cairo
- 1963 Piano urbanistico di 72 borghi rurali nella valle del Nilo, Egitto
- 1964 Studi sull'industrializzazione edilizia nel Sistan, Baluchistan e Kerman orientale, Iran
- 1966 Studi per la sistemazione turistica sul Mar Nero, Romania